# Belmont-lès-Darney
Belmont-lès-Darney ist eine französische Gemeinde mit 109 Einwohnern (1. Januar 2022) im Département Vosges in der Region Grand Est. Sie gehört zum Arrondissement Neufchâteau und zum Gemeindeverband Les Vosges côté Sud-Ouest. Die Bewohner werden Belmontais und Belmontaises genannt.

## Geografie

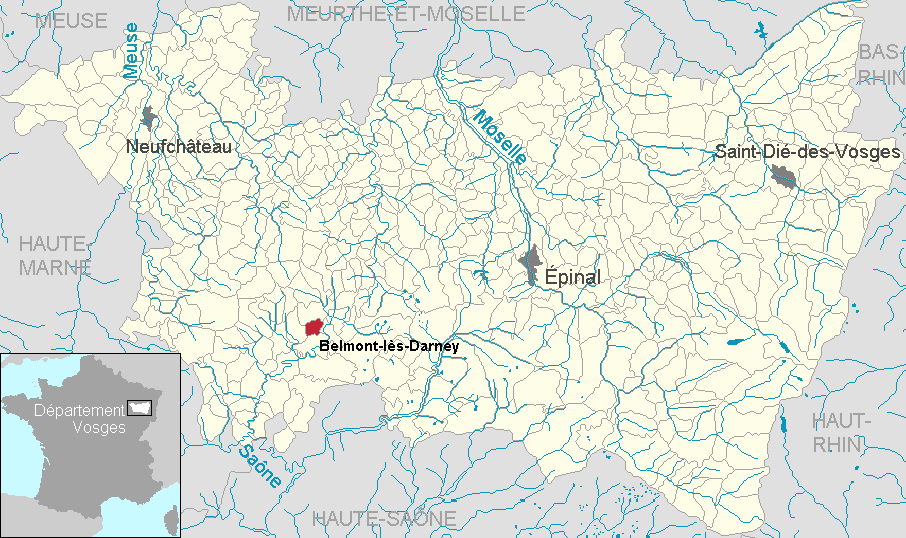
Lage der Gemeinde Belmont-lès-Darney im Département Vosges

Die Gemeinde Belmont-lès-Darney liegt in der ehemaligen Region Lothringen etwa 14 Kilometer südöstlich von Vittel und etwa 36 Kilometer südwestlich von Épinal.
Das Gemeindegebiet umfasst einen Abschnitt des Hügellandes Monts Faucilles. Durch die Gemeinde fließt der Ruisseau de Lichecourt (unterhalb Belmonts Ruisseau de Belmont genannt), der in Attigny in die obere Saône mündet. Etwa 10 % des knapp vier Quadratkilometer großen Gemeindegebietes sind bewaldet (Bois le Comte im Nordosten).
Nachbargemeinden von Belmont-lès-Darney sind Relanges im Norden, Darney im Osten, Attigny im Süden sowie Nonville im Westen.

## Geschichte
Der Ort tauchte erstmals 1321 in einer Urkunde als Beaumont auf. Im 14. Jahrhundert war Belmont Teil der Herrschaft Monthureux, die das Dorf später an die Herren Bulgnéville verkauften.
Von 1751 bis zur Französischen Revolution gehörte Belmont zur Vogtei Darney. Die Bewohner waren in der Kirchengemeinde Nonville eingepfarrt, die zum Priorat Relanges gehörte. Bis zum Bau der Kirche gab es in Belmont eine kleine Kapelle. 1961 wurde der Gemeindename von Belmont  auf Belmont-lès-Darney geändert, um sich besser von anderen Gemeinden namens Belmont zu unterscheiden.

### Bevölkerungsentwicklung
| Jahr      | 1962 | 1968 | 1975 | 1982 | 1990 | 1999 | 2006 | 2013 | 2021 |
| Einwohner | 94   | 109  | 101  | 98   | 117  | 113  | 120  | 113  | 112  |

Im Jahr 1836 wurde mit 303 Bewohnern die bisher höchste Einwohnerzahl ermittelt. Die Zahlen basieren auf den Daten von cassini.ehess und INSEE.

## Sehenswürdigkeiten
- Kirche Saints-Faust-et-Jovin, 1850–1856 erbaut

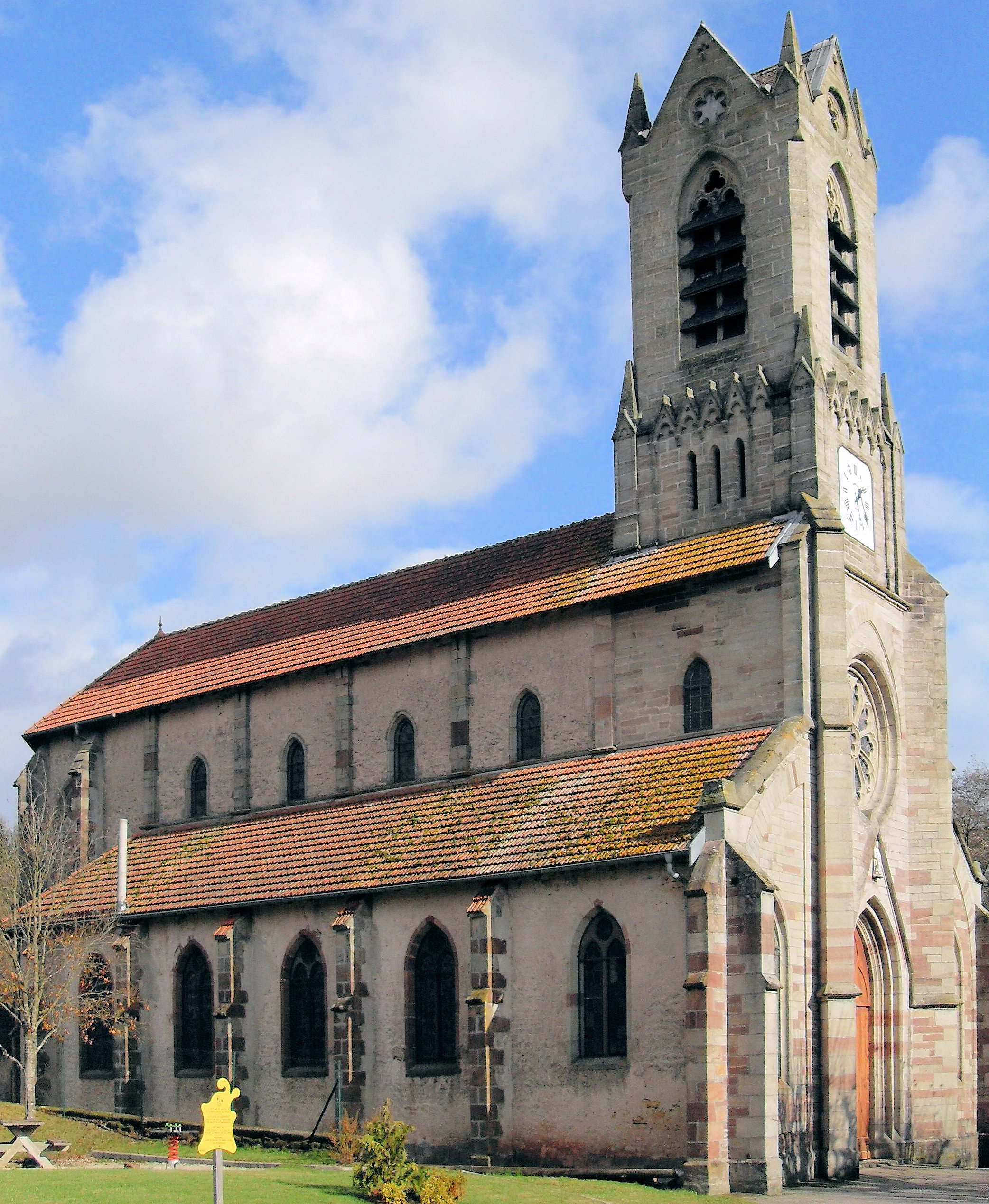
Kirche St. Faustus und St. Jovinus
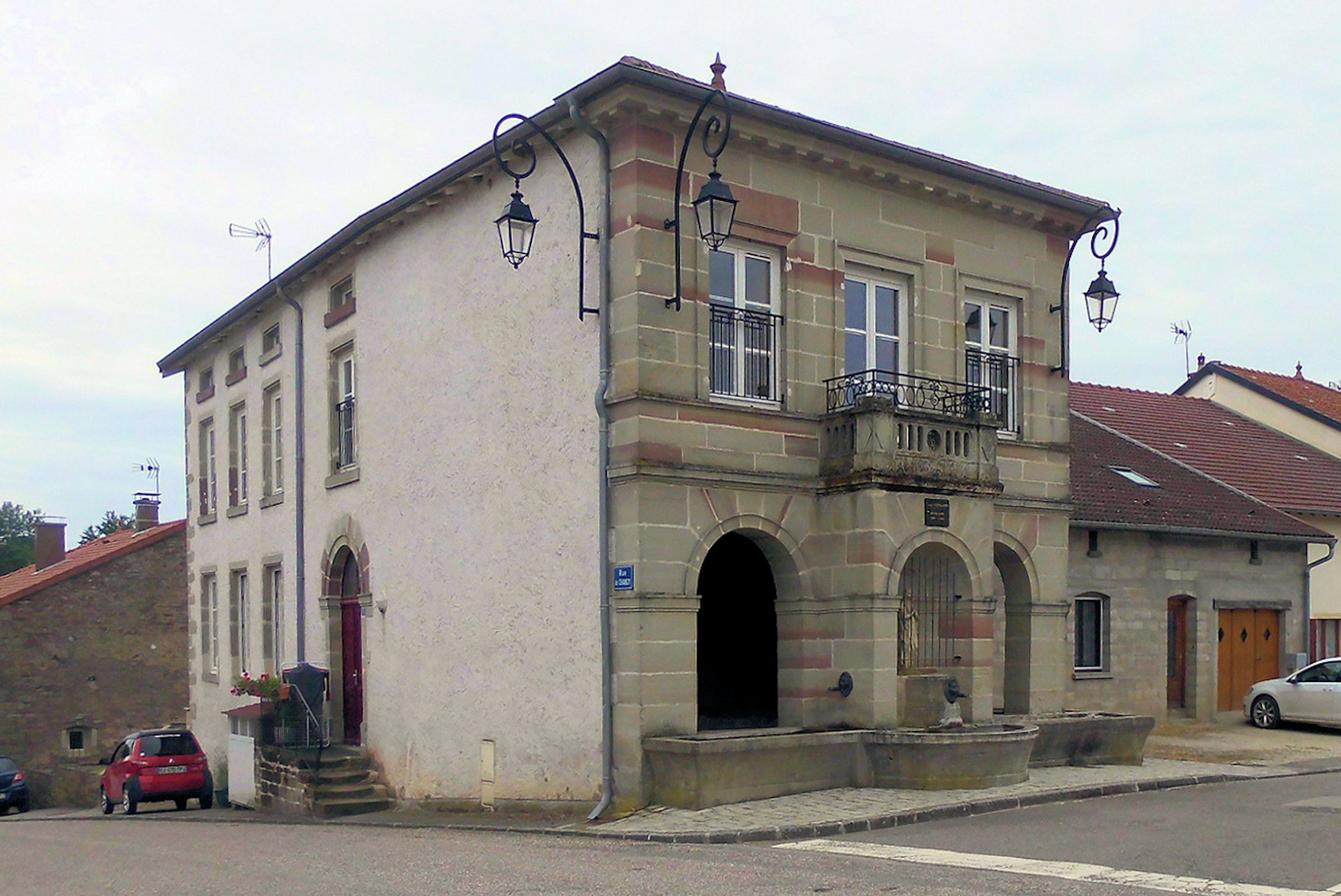
Brunnen und ehemaliges Waschhaus

## Wirtschaft und Infrastruktur
In der Gemeinde sind drei Milchwirtschaftsbetriebe ansässig.
Belmont liegt an der Fernstraße D 56, die von Bleurville nach Darney führt. In der drei Kilometer entfernten Kleinstadt Darney kreuzen sich die Straßen von Épinal nach Bourbonne-les-Bains und von Vittel nach Luxeuil-les-Bains.